# Comuna Iermolivka, Baștanka
Iermolivka (în ucraineană Єрмолівка) este o comună în raionul Baștanka, regiunea Mîkolaiiv, Ucraina, formată din satele Iermolivka (reședința), Novooleksandrivka, Novoukraiinka, Svitlîțke și Vilna Poleana.

## Demografie
Componența lingvistică a comunei Iermolivka
     Ucraineană (92,3%)
     Rusă (4,73%)
     Română (2,03%)
Conform recensământului din 2001, majoritatea populației comunei Iermolivka era vorbitoare de ucraineană (92,3%), existând în minoritate și vorbitori de rusă (4,73%) și română (2,03%).